# Bonanzarad

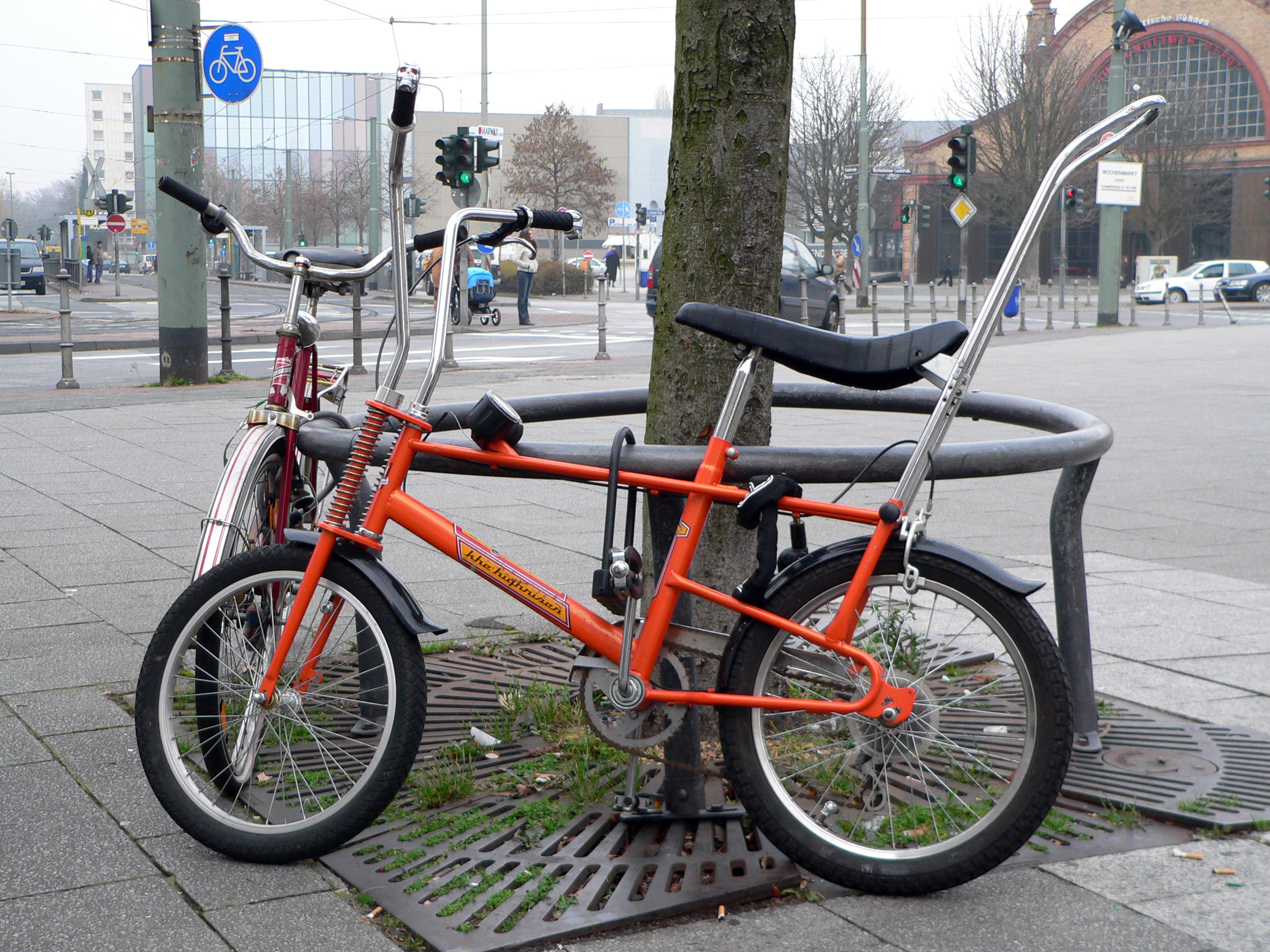
Bonanzarad

Bonanzarad ist eine in Deutschland übliche Bezeichnung für eine Gattung von Fahrrädern. Ausgehend von der amerikanischen Westküste wurden diese für Kinder gedachten Räder ab den 1960er Jahren zunächst in den USA und ab den 1970er Jahren auch in Europa populär. Bonanza war ursprünglich ein Markenname, wurde aber auf Fahrräder ähnlichen Typs übertragen. Herstellerbezeichnungen wie „High-Riser“ und „Polorad“ setzten sich in Deutschland nicht durch, dafür jedoch in Österreich, wo der Begriff Bonanzarad praktisch unbekannt ist. Dort hieß dieser Fahrradtyp durchgehend „High Riser“. Technische Mängel begleiteten zahlreiche Bonanzaräder und die Produktion fand ein Ende, als die BMX-Welle mit robusteren Fahrrädern aufwarten konnte.

## Charakteristik

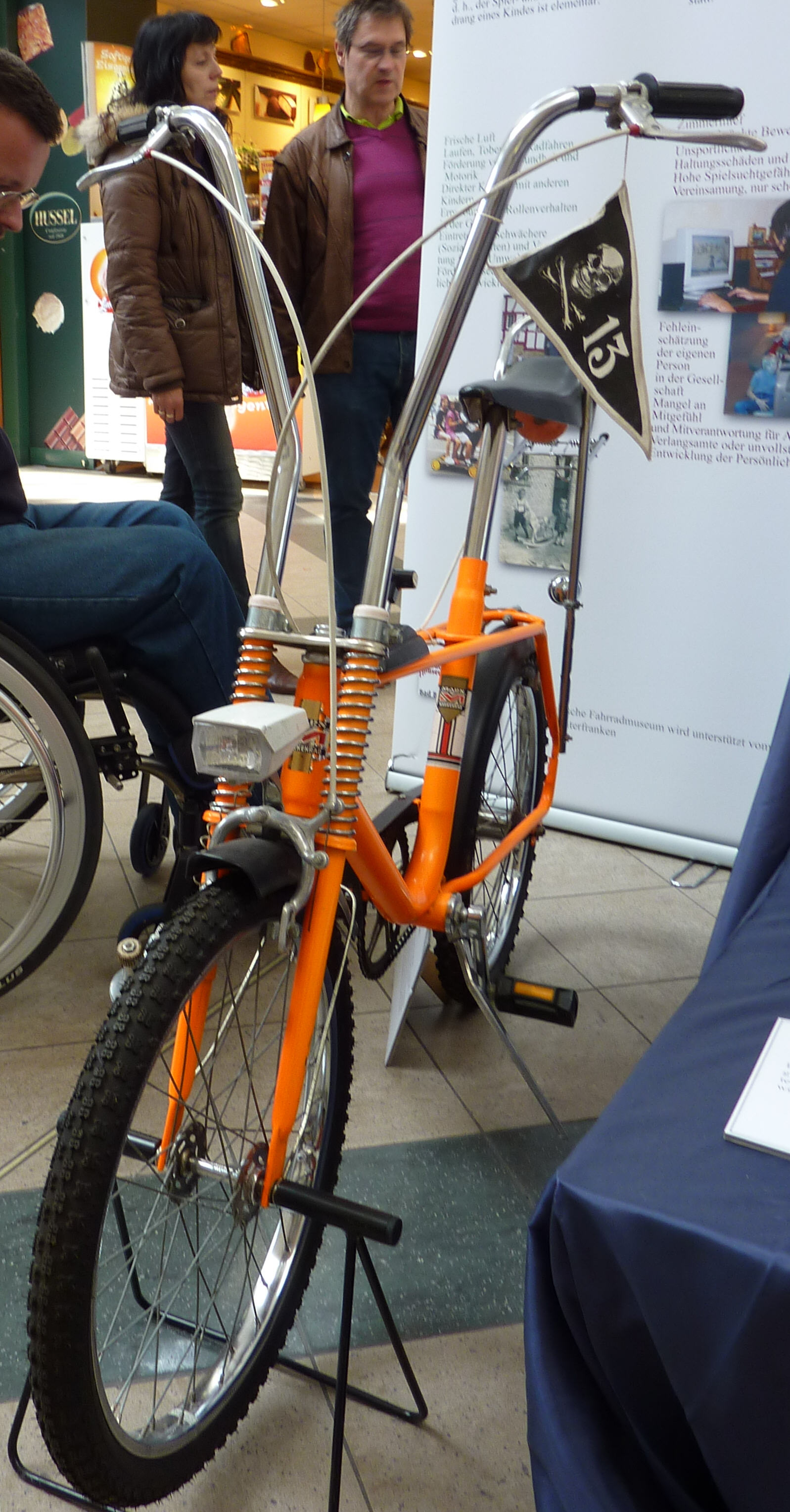
Bonanzarad mit Wimpelschmuck

Das Bonanzarad fällt besonders auf durch seinen langen, sogenannten „Bananensattel“ mit Lehne, der Imitation einer Federung an der Vorderradgabel sowie dem langen, zweiteiligen Hirschgeweih-Lenker. Im Kontrast dazu stehen die verhältnismäßig kleinen 20″-Räder. Der Schalthebel der 3-Gang-Nabenschaltung ähnelt dem eines Autos und ist mittig auf den beiden dünnen Oberrohren angebracht. Das Bonanzarad erinnert auf den ersten Blick an einen etwas zu kurz geratenen Chopper.
Sehr oft wurden Bonanzaräder dekoriert. Besonders beliebt waren Elemente wie Mercedessterne, Fuchsschwänze, Wimpel, besondere Lampen, Spiegel, eine Vielzahl von Reflektoren (Katzenaugen), in die Speichen gesteckte Bierdeckel oder Spielkarten (insbesondere das Ass).

## Geschichte

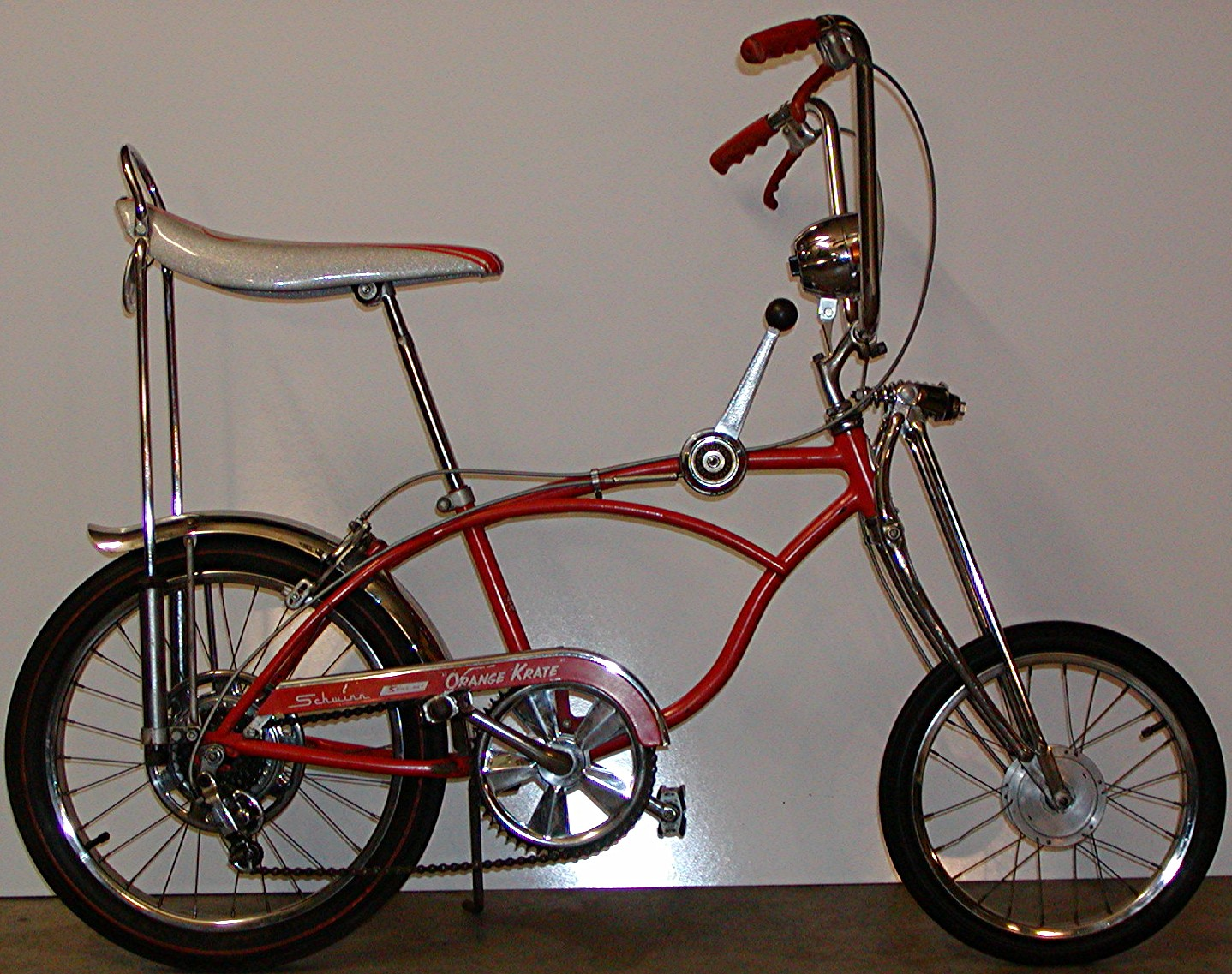
Schwinn Stingray von 1968

Die Automobil- und Motorradtuningkultur in den USA der späten 1950er und 1960er Jahre strahlte auch auf Kinder und Jugendliche aus, die begannen, ihre Fahrräder durch An- und Umbauten zu verändern. Al Fritz (1924–2013), ein Ingenieur des Fahrradherstellers Schwinn, reiste 1962 aus Chicago nach Kalifornien, um sich vor Ort über den Trend zu informieren. Im folgenden Jahr erschien das Schwinn Sting-Ray und wurde innerhalb eines Jahres 40.000 mal verkauft. 1964 erschien mit dem Fair Lady eine Version für Mädchen, die sich ebenfalls großer Beliebtheit erfreute. Für die Fahrräder von Schwinn typisch war der geschwungene Rahmen, der Ähnlichkeit mit dem des Beachcruisers hatte und sich dadurch von den europäischen Nachahmungen unterschied. Ein weiteres Merkmal war der Unterschied im Durchmesser zwischen größerem Hinterrad und kleinerem Vorderrad. 1968 kam das Krate auf den Markt, das eine Gangschaltung nach dem Vorbild eines Automobils besaß und von dem bis 1970 circa eine Million Stück verkauft wurden. 1974 wurde das Krate wegen seines Schalthebels von der Consumer Products Safety Commission verboten, was das Ende des Modells einleitete. Heute produziert Schwinn wieder Fahrräder unter dem Namen „Stingray“. Die aktuellen Modelle im Lowrider-Stil erinnern mit ihrer flachen und langgestreckten Bauform eher an Motorräder.

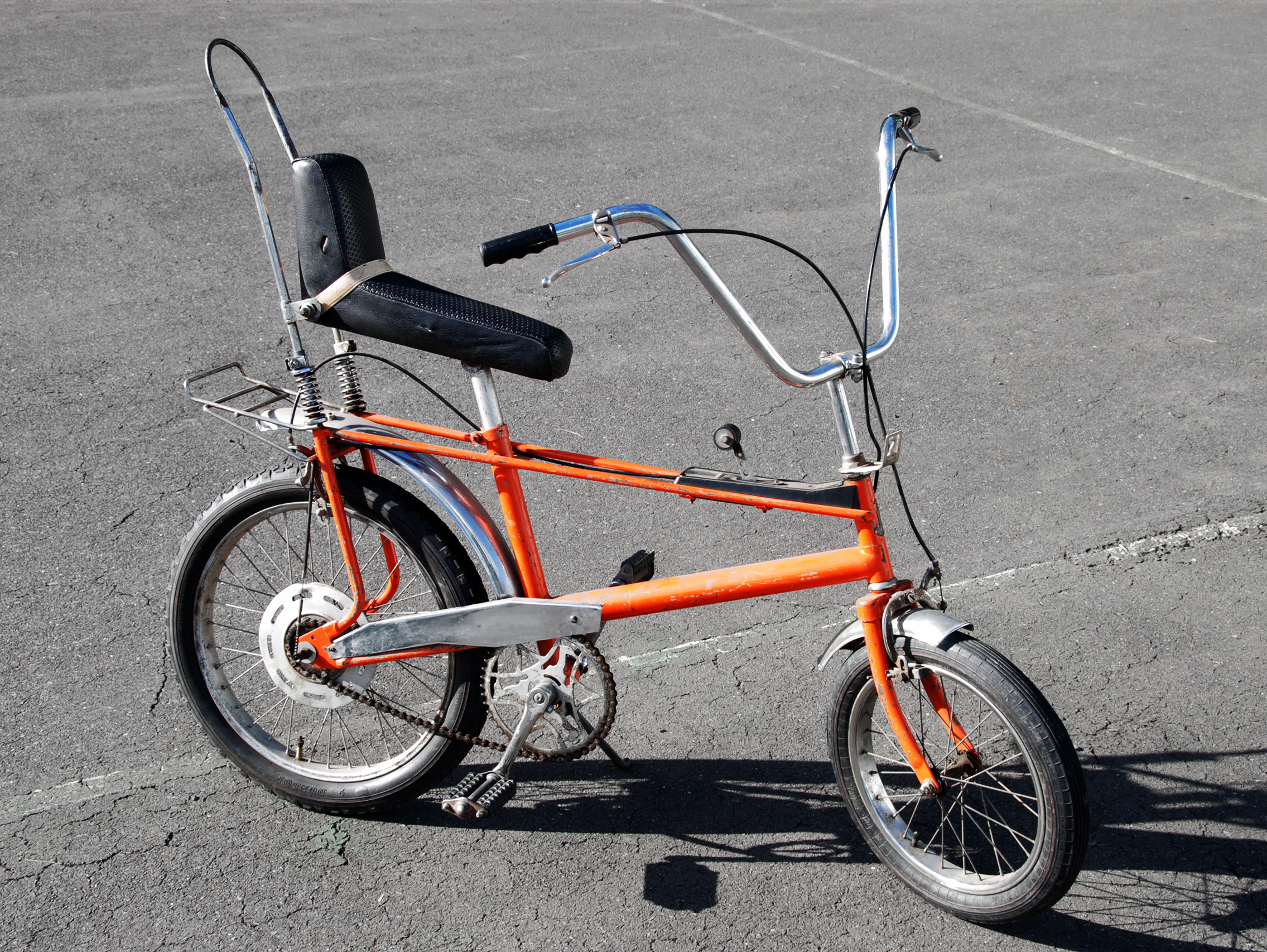
Raleigh Chopper

Der traditionsreiche englische Hersteller Raleigh griff den Trend auf, kopierte den Stingray und vertrieb ab 1966 auf dem US-amerikanischen Markt das Rodeo und ab 1968 den von Tom Karen entworfenen Chopper. Beide Modelle erfuhren aber weniger Zuspruch. Als der Raleigh Chopper 1970 im Vereinigten Königreich eingeführt wurde, rettete dieser die Firma aus anhaltenden finanziellen Schwierigkeiten. Im direkten Vergleich mit dem US-amerikanischen Vorbild war das Rahmen-Design des Choppers eher einfach, wirkte aber dynamisch – wie beim Vorbild waren die Durchmesser von Vorder- und Hinterrad verschieden. 1973 erschien eine überarbeitete Version, bei der man das Hinterrad versetzt hatte, um das Umkippen zu verhindern – für kleinere Kinder schuf man die Variante Tomahawk. Die Produktion wurde bis 1980 fortgesetzt, als der BMX-Trend einsetzte. Während Raleigh die Idee zum Chopper als Eigenentwicklung darstellt, behaupten das britische Designbüro Ogle und dessen Stylist Tom Karen, für die Entwicklung verantwortlich zu sein. Im Vereinigten Königreich ist der Begriff „Chopper“ synonym mit dem deutschen „Bonanzarad“, analog zu den in Deutschland existierenden Bonanzarad-Vereinen gibt es dort den „Raleigh Chopper Owners Club“. 2004 wurde eine unter Sicherheitsaspekten verbesserte Version von Raleigh neu aufgelegt. Auf den Schalthebel am Rahmen wurde dabei verzichtet. An seiner Stelle befindet sich eine Plakette mit aufgedruckter Schaltkulisse, die an das einstige Feature erinnert.
In Deutschland fertigte Kynast in Quakenbrück eine eigene Kopie des Stingray, die ab 1968 vom Versandhändler Neckermann unter der Eigenmarke Bonanza vertrieben wurde. Andere Hersteller ahmten es nach und produzierten eigene Varianten. Für die meisten Bonanzaräder aus deutscher Produktion typisch ist der einheitliche Durchmesser von Vorder- und Hinterrad. Es wurde eine Geometrie verwendet, die an konventionelle Fahrradmodelle erinnerte. Für die deutschen Hersteller kennzeichnend ist die Konstruktion der Vordergabel mit den funktionslosen Schraubenfedern und der doppelten Aufnahme für die beiden getrennten Gabelrohre. Dieses motorradähnliche Detail findet sich weder beim US-Vorbild noch beim englischen Ableger.

## Popkultur

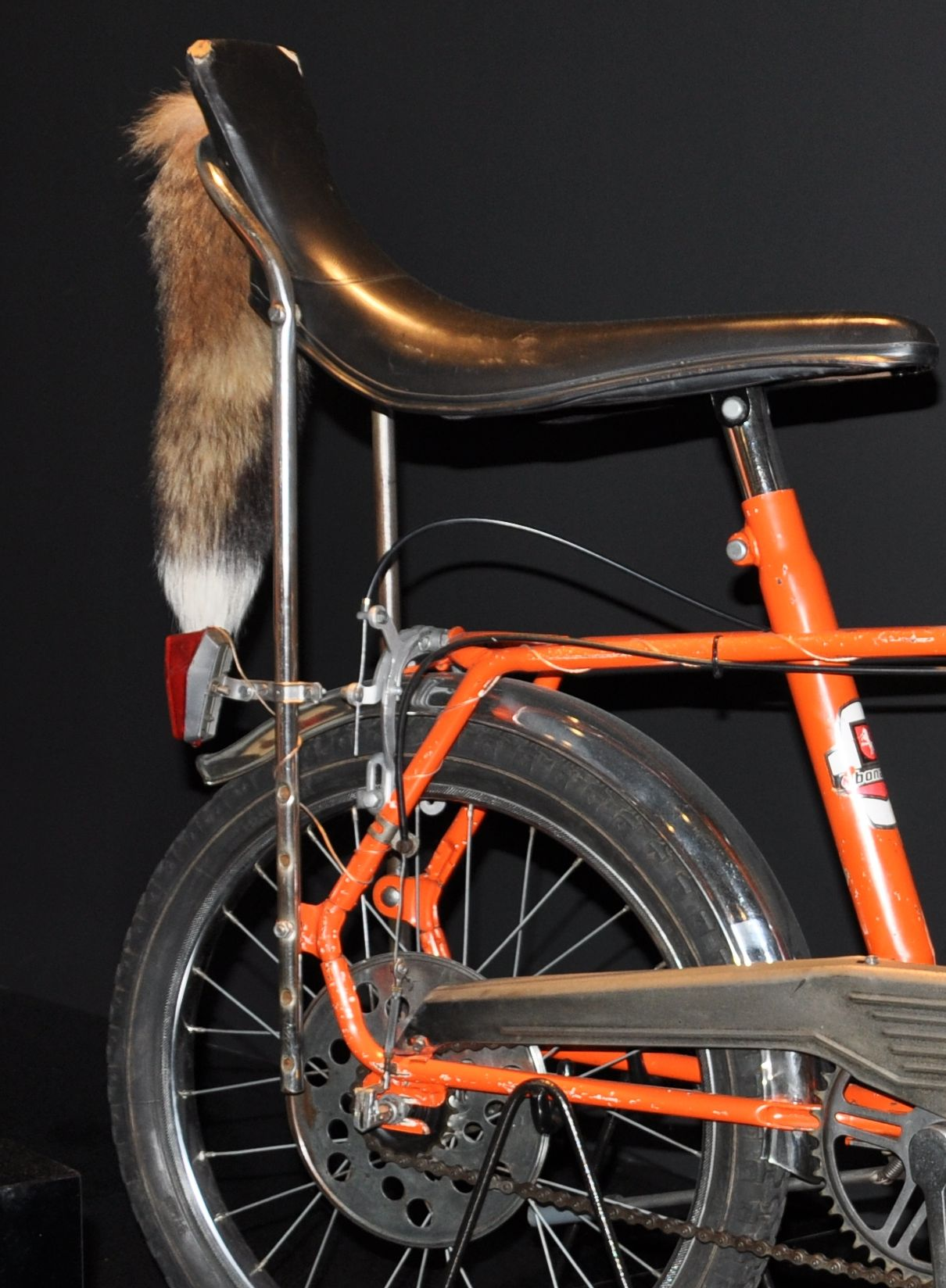
Rotfuchsschweif am Bonanzarad der Firma Otto Kynast, 18 kg (1970)

- Im Musikvideo F.E.A.R. von 2007 fährt Ian Brown (ex-Stone Roses) die ganze Zeit rückwärts auf einem gepimpten Chopper.[1]
- Das Stingray „Fair Lady“ findet in einer Seinfeld-Episode Erwähnung und stellt sich als Kindheitstraum von Elaine heraus.
- Von der Gruppe Fischmob gibt es einen Song mit dem Titel Bonanzarad.
- Die Musikgruppe Carlos Mogutseu veröffentlichte ebenfalls einen Song mit dem Titel Bonanzarad.
- Der Rapper Dendemann definiert sein die 1970er und 1980er Jahren persiflierendes musikalisches Alter Ego unter anderem über ein Bonanzarad, mit dem er bei Konzerten auch auf die Bühne fährt.
- Auf ihrem 2025er Album Fuck 7th Grade besingt Jill Sobule ihr Raleigh Blue Chopper.